# Aéroport de Dawson Creek
L'aéroport de Dawson Creek est un aéroport situé en Colombie-Britannique, au Canada.